# Сан Кристобал (Тачира)
Сан Кристо̀бал (на испански: San Cristóbal) е град в северозападна Венецуела. Намира се в щата Тачира и е негова столица. Населението на Сан Кристобал е 462 620 жители (2001 г.), а общата му площ е 247 км². Разположен е на 860 метра надморска височина.